# 為氏本源氏物語系図
為氏本源氏物語系図（ためうじほんげんじものがたりけいず）は、古系図に分類される源氏物語系図の一つ。二条為氏による書写と伝えられるため、この名称で呼ばれる。ただし、本書の書体は為氏風の書風であるとはいえるものの、二条為氏の真筆であるかどうかは不明である。

## 概要
奥書に「右一巻大納言為氏卿」とあり、箱書に「源氏物語系図　為氏卿筆」とあるため二条為氏筆とされ「為氏本源氏物語系図」と呼ばれる。二条為氏の真筆であるかどうかは不明であるものの、本写本が書写された時期は二条為氏が活動していた鎌倉時代中期を下らないと見られる。旧前田家蔵。現「尊経閣文庫」蔵。
源氏物語古系図の中では最も原形に近いと考えられる九条家本と比べたときには、いくつかの点ではっきりとした増補の痕跡が認められる。池田亀鑑は、この為氏本源氏物語古系図をそのような「増補本系統」の代表的な源氏物語古系図であるとして、九条家本、正嘉本とともに代表的な源氏物語古系図の一つとして『源氏物語大成　研究資料編』（普及版では資料篇）に翻刻を収録している。

## 内容

### 全体の構成
本「為氏本源氏物語古系図」は以下のような部分から成り立っている。この構成は多くの源氏物語古系図と同様のものである。
- 前付（源氏物語のおこり）
- 系譜部分
- 不入（不知譜糸入・無名人）
- 後付（居所の事・巻名目録）
- 奥書

### 系譜部分
系譜部分に収録されている人物の数は177人である。この系譜部分に収録されている人物の数を以下のように様々な古系図について調べ、人数順に並べてみると以下のようになる。
- 九条家本古系図 117人（ただし欠損部分を近い系統の古系図で補うと133人から134人であると考えられる）
- 秋香台本古系図 133人
- 帝塚山短期大学蔵本古系図 133人
- 吉川本古系図 137人
- 伝為定本古系図 141人
- 国文研本古系図 163人
- 日本大学蔵本古系図 174人
- 為氏本古系図 177人
- 東京大学蔵本古系図 178人
- 伝清水谷実秋筆本古系図 179人（B本・C本、専修寺秋香台文庫蔵）
- 安養尼本古系図 189人
- 天文本古系図 187人
- 源氏物語巨細 189人（伝姉小路基綱筆・桃園文庫旧蔵・現天理大学図書館蔵）
- 鶴見大学本古系図 189人
- 神宮文庫蔵本古系図 191人
- 正嘉本古系図 210人から214人（ただし東海大学蔵本の現存部分のみだと202人）
- 学習院大学蔵本古系図 215人
- 伝後光厳院筆本古系図 235人

このように、為氏本古系図の177人という人数は、源氏物語古系図の中で最も原初的な形態を保つとされる九条家本及び九条家本系統の諸本と比べるとかなり多いものの、正嘉本や天文本ほどの人数ではなく、常磐井和子が唱えた系図に収録されている系譜部分の人数が少ないほど古く原型に近いものである」とする法則に当てはめると、増補されたと考えられる系統の中では最も少ない古系図の一つであると考えられる。

### 巻名目録
本系図の末尾には以下のような巻名目録が記されている。
- 一桐壺　二帚木　空蝉 夕顔　三若紫　末摘花　四紅葉賀　五花宴　六葵　七榊　八花散里　九須磨　十明石　十一澪標　蓬生 関屋　十二絵合　十三松風　十四薄雲　十五朝顔　十六乙女　十七玉鬘　初音　胡蝶　蛍　常夏　篝火　野分　行幸　藤袴　真木柱　十八梅枝　十九藤裏葉　廿若菜　廿一柏木　廿二横笛 - 鈴虫　廿三夕霧　廿四御法　廿五幻　廿六かほる中将にほふ兵部卿　紅梅　竹河　廿七橋姫これより宇治也　廿八椎本　廿九総角　卅早蕨　卅一かほとりやとりき　卅二東屋　卅三浮舟　卅四蜻蛉　卅五手習　卅六夢浮橋
のりのし、すもり、さくら人、ひわりこ これらはつねになし
きりつほよりゆめのうきはしまで五十五てう（帖）

この巻名目録は以下のような特徴を持つ。
- 本の巻にのみ巻序の数字を振っており、並びの巻は巻名を挙げてはいるものの巻序の数字を振っていない。これ自体は古い時代の巻名目録によく見られる現象であるが、この目録では若菜を上下に数えずかつ雲隠が含まれていない。そのために夢浮橋に付けられた巻序の数字が並びの巻を数えない場合の通常の「37」より一つ少ない「36」になっている。
- 通常「宿木」とあるべきところが「かほとりやとりき」となっている。系譜部分の記述にも「やどりき」と「かほどり」が明確に区別して記されていることからこの古系図が元にした源氏物語には「やどりき」と「かほどり」が別の巻として存在していたと考えられる。
- 夢浮橋の後に「のりのし」、「すもり」、「さくら人」、「ひわりこ」といった現在流布している源氏物語に含まれない巻名をあげ、「これらはつねになし」と付記している。
- 最後に、「桐壺から夢浮橋まで五十五帖」と通常の54帖より1帖多い55帖という帖数を記している。

### 識語
巻末に別紙を継いで以下のような識語が記されている。
- 右一巻大納言為氏卿
真跡尤分明也為
備後證被乞奥書
不能辞而染兎毫
訖
貞享二年八月廿一日
　　羽林為綱

## 為氏本系統
池田亀鑑はこの為氏本古系図と、為氏本に近い内容を持つ古系図の諸本を総称して「為氏本系統」と命名した。池田は源氏物語古系図としては祖本といえる九条家本古系図と比べたときに内容が増補されている多くの古系図は、この為氏本の影響を受けて成立したものであって、この為氏本は九条家本（及び九条家本系統の諸本）を除いた古系図の祖本に位置すると考えたが、より多くの古系図を詳細に調査した常磐井和子は、池田が「為氏本系統の特色」としたものの中には為氏本系統の中でも例外が多かったり九条家本系統の為定本に遡る等為氏本系統に限られないものも多く、九条家本に属さない増補本系統の古系図が全てこの為氏本古系図の影響を受けているとはいえないとして、池田亀鑑のいうような「為氏本系統」は存在しないとしている。

## 翻刻本
- 池田亀鑑編著「源氏古系図　正嘉本」『源氏物語大成 巻7 研究資料篇』中央公論社、1956年（昭和31年）11月。 ISBN 4-12400-447-8
- 池田亀鑑編著「源氏古系図　正嘉本」『源氏物語大成 第十三冊 資料篇』中央公論社、1985年（昭和60年）10月、pp. 179-213。 ISBN 4-1240-2483-5